# Le Lama venu du Tibet
Le Lama venu du Tibet, présenté comme une autobiographie, est en réalité une biographie de Dagpo Rinpoché  rédigée par Jean-Philippe Caudron principalement d'après ses entretiens avec Dagpo Rinpoché, mais aussi avec Thoupten Phuntshog et publiée en 1998 aux éditions Grasset.

## Contenu
Selon Dagpo Rinpoché, il est nommé successeur de Dagpo Lama Rinpoché par erreur. Pour lui, son cousin est la véritable incarnation du lama. Pourtant, Dagpo Rinpoché assume la fonction pour laquelle il a été désigné. À six ans, il entre au monastère, à sept ans, il prend les vœux de moine novice. L'invasion du Tibet par la Chine se produit alors qu'il est encore en formation, et comme le dalaï-lama et des milliers de moines, il s'enfuit en Inde sans rien d'autre que sa mémoire pour sauver le bouddhisme et la culture tibétaine. À 27 ans, il prononce les vœux de l’ordination majeure. Des tibétologues français le recrute pour enseigner à L'École pratique des hautes études à Paris. Ne pouvant observer tous les vœux de moine tibétain en France, il devient laïc et rend ses vœux.
Cette biographie dépeint notamment l'humour de Dagpo Rinpoché dans son regard sur la France et ses concitoyens.

## Traduction
La biographie est traduite en néerlandais sous le titre De lama die naar het westen kwam et en indonésien sous le titre Lama dari Tibet.